# Яковлев, Борис Михайлович
Борис Михайлович Яковлев — советский хозяйственный, государственный и политический деятель.

## Биография
Родился в 1929 году. Член КПСС.
Выпускник Ленинградского заочного индустриального института.
С 1949 года — на хозяйственной, общественной и политической работе. В 1949—1988 гг. — старший техник, инженер-кораблестроитель, заместитель главного инженера, главный инженер, директор Ленинградского судостроительного завода им. А. А. Жданова, начальник управления материально-технического снабжения Ленинградского района Государственного комитета Совета Министров СССР по материально-техническому снабжению, заместитель председателя Госснаба СССР.
Избирался депутатом Верховного Совета РСФСР 8-го и 9-го созывов. Делегат XXV съезда КПСС.
Лауреат Ленинской премии.
Умер после 1988 года.